# تيمور كوليباييف
تيمور كوليباييف أسكوروفيتش (بالقازاقية: Тимур Асқарұлы Құлыбаев)، هو شخصية من الحياة العامة في كازاخستان، ولد في 10 سبتمبر 1966. تولى عدة مناصب رئيسية في الشركات العامة العاملة في مجال إدارة الموارد الطبيعية تحت تصرف الجمهورية، ولديه تأثير هائل على صناعة النفط بالبلاد. في الوقت الحاضر هو رئيس صندوق الرفاه العام الوطني سامروك-كازينا وعضو مجلس إدارة شركة غازبروم الروسية الضخمة.

## روابط خارجية
- تيمور كوليباييف على موقع أوليمبيديا (الإنجليزية)